# José María Franco
José María Franco Ramallo (Montevideo, 28 settembre 1978) è un ex calciatore uruguaiano, di ruolo attaccante.

## Carriera

### Club
Si formò calcisticamente in patria, giocando per il Central Espanol. In seguito si trasferì al Peñarol, segnando 9 reti in 32 partite dal 1998 al 2001. Fu quindi notato da Sandro Mazzola, all'epoca osservatore del Torino, che convinse la società granata all'acquisto. Il club piemontese sborsò 14 miliardi di lire per ingaggiarlo. La lunga diatriba, di natura economica, sorta tra il Torino e il Peñarol ne impedì tuttavia il tesseramento: finito ai margini della rosa, il giocatore non percepì inoltre lo stipendio. In questo frangente fu aiutato dal connazionale Paolo Montero, all'epoca in forza alla Juventus, che lo ospitò a casa propria. Risolta la questione tra le due società, Franco poté esordire. Il debutto avvenne in una partita contro la Lazio (vinta per 1-0), nel giorno del suo 24º compleanno. Il calciatore deluse tuttavia le aspettative, mettendo a segno 3 reti in campionato: particolarmente importante fu quella contro l'Hellas Verona, che spinse i piemontesi verso la qualificazione alle coppe europee.
Dopo la retrocessione dei granata in B, trovò minor impiego nella formazione titolare. Si ritagliò comunque uno spazio nella stagione 2004-05 quando in Coppa Italia realizzò 5 gol, 4 dei quali a formazioni della massima serie: risultò infatti decisivo contro il Chievo nel secondo turno (segnando ai clivensi sia all'andata che al ritorno) e marcò una doppietta alla Sampdoria nel ritorno degli ottavi, senza però evitare l'eliminazione della sua squadra. Al termine di questa annata, risoltasi con il fallimento del club sabaudo, Franco (che aveva riportato 15 presenze nel campionato cadetto) lasciò l'Italia per fare rientro in Sudamerica.

### Nazionale
Nel 2000 ha collezionato una presenza con la Nazionale uruguaiana.

## Statistiche

### Presenze e reti nei club
| Stagione       | Squadra        | Campionato     | Campionato | Campionato | Coppe nazionali | Coppe nazionali | Coppe nazionali | Coppe continentali | Coppe continentali | Coppe continentali | Altre coppe | Altre coppe | Altre coppe | Totale | Totale |
| Stagione       | Squadra        | Comp           | Pres       | Reti       | Comp            | Pres            | Reti            | Comp               | Pres               | Reti               | Comp        | Pres        | Reti        | Pres   | Reti   |
| -------------- | -------------- | -------------- | ---------- | ---------- | --------------- | --------------- | --------------- | ------------------ | ------------------ | ------------------ | ----------- | ----------- | ----------- | ------ | ------ |
| 1998-1999      | Peñarol        | PD             | 24         | 7          | -               | -               | -               | -                  | -                  | -                  | -           | -           | -           | 24     | 7      |
| 1999-2000      | Peñarol        | PD             | 8          | 2          | -               | -               | -               | -                  | -                  | -                  | -           | -           | -           | 8      | 2      |
| 2000-2001      | Peñarol        | PD             | 0          | 0          | -               | -               | -               | -                  | -                  | -                  | -           | -           | -           | 0      | 0      |
| Totale Peñarol | Totale Peñarol | Totale Peñarol | 32         | 9          |                 | -               | -               |                    | -                  | -                  |             | -           | -           | 32     | 9      |
| 2001-2002      | Torino         | A              | 11         | 3          | CI              | 0               | 0               | -                  | -                  | -                  | -           | -           | -           | 11     | 3      |
| 2002-2003      | Torino         | A              | 6          | 1          | CI              | 0               | 0               | -                  | -                  | -                  | CInt        | 1           | 0           | 7      | 1      |
| 2003-2004      | Torino         | B              | 8          | 0          | CI              | 0               | 0               | -                  | -                  | -                  | -           | -           | -           | 8      | 0      |
| 2004-2005      | Torino         | B              | 15         | 0          | CI              | 4               | 5               | -                  | -                  | -                  | -           | -           | -           | 19     | 5      |
| Totale Torino  | Totale Torino  | Totale Torino  | 40         | 4          |                 | 4               | 5               |                    | -                  | -                  |             | 1           | 0           | 45     | 9      |

### Cronologia presenze e reti in nazionale
| Cronologia completa delle presenze e delle reti in nazionale ― Uruguay | Cronologia completa delle presenze e delle reti in nazionale ― Uruguay | Cronologia completa delle presenze e delle reti in nazionale ― Uruguay | Cronologia completa delle presenze e delle reti in nazionale ― Uruguay | Cronologia completa delle presenze e delle reti in nazionale ― Uruguay | Cronologia completa delle presenze e delle reti in nazionale ― Uruguay | Cronologia completa delle presenze e delle reti in nazionale ― Uruguay | Cronologia completa delle presenze e delle reti in nazionale ― Uruguay |
| Data                                                                   | Città                                                                  | In casa                                                                | Risultato                                                              | Ospiti                                                                 | Competizione                                                           | Reti                                                                   | Note                                                                   |
| ---------------------------------------------------------------------- | ---------------------------------------------------------------------- | ---------------------------------------------------------------------- | ---------------------------------------------------------------------- | ---------------------------------------------------------------------- | ---------------------------------------------------------------------- | ---------------------------------------------------------------------- | ---------------------------------------------------------------------- |
| 15-11-2000                                                             | La Paz                                                                 | Bolivia                                                                | 0 – 0                                                                  | Uruguay                                                                | Qual. Mondiali 2002                                                    | -                                                                      | 76’                                                                    |
| Totale                                                                 |                                                                        | Presenze                                                               | 1                                                                      |                                                                        | Reti                                                                   | 0                                                                      |                                                                        |

## Palmarès

### Club

#### Competizioni nazionali
- Campionato uruguaiano: 1

Peñarol: 1999